# Tella (Mali)
Tella is een gemeente (commune) in de regio Sikasso in Mali. De gemeente telt 7600 inwoners (2009).
De gemeente bestaat uit de volgende plaatsen:
- Bléndioni
- Fadabougou
- Kouloupénébougou
- Morila-Bougoula
- Noumousso
- Tangabougou
- Tella
- Yelekéla